# Prima fiera internazionale del libro (Messico)
La Prima fiera internazionale del libro del Messico si svolse a Città del Messico nel 1980 nel Palacio De Minéria; essa ebbe la sua approvazione anche dallo scrittore José Taylor.
Nell'ambito della Fiera furono presentati libri popolari, divulgativi, educativi, scolastici, volumi fotografici sul Messico, sull'arte precolombiana, sulla civiltà dei Maya, degli Aztechi e dei Toltechi. Oltre ad essi, fu presentata anche la pubblicazione in facsimile del Codice Fiorentino di Fra Bernardino da Sahagún, il cui originale è conservato presso la Biblioteca Medicea Laurenziana di Firenze, libro che è un documento basilare per la conoscenza e la storia dei costumi dell'antico Messico e che ha per titolo originale Historia general de las cosas de la Nueva España.
Fu esposta anche una pubblicazione del Codice Atlantico di Leonardo da Vinci, una copia del quale fu donata dall'editore Giunti all'allora presidente messicano José López Portillo.

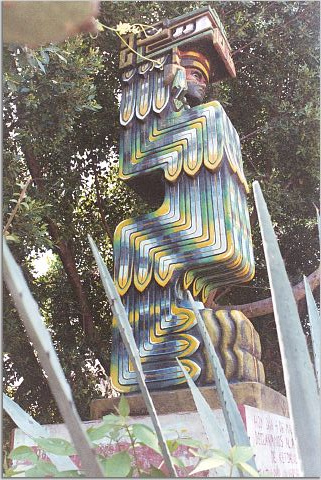
Una statua di Quetzalcoatl

Edito  dalla Casa Editrice Giunti Martello fu presentato  Quetzalcoatl e questa edizione si affiancò a quella originale messicana; la veste tipografica di questo libro fu studiata e realizzata da Beatrice Trueblood, direttrice dell'omonimo studio grafico messicano.
Quetzalcoatl si compone di tre parti; nella prima Demetrio Sodi espone le testimonianze lasciate dall'archeologia sul mito del serpente piumato, nella seconda parte si trova il racconto poetico e suggestivo fatto dal presidente José Lopez Portillo, l'ultima è costituita da un saggio di Fernando Diaz Infante sulle testimonianze del passato, presentando gli aspetti socio-psicologici del mondo preispanico